# ダニエル・カマルゴ・バルボサ
ダニエル・カマルゴ・バルボサ（Daniel Camargo Barbosa, 1930年1月22日 - 1994年11月13日）は、南米のシリアルキラーである。1986年に再逮捕されるまでの間にコロンビア・エクアドルで72人の少女を殺害したといわれている。

## 生い立ち
幼少期に母親を亡くしたため継母に育てられる。継母による虐待があり、罰として女装を強いられ同級生達から笑い者にされることもあったという。

## コロンビアでの殺人
1958年、カマルゴはボゴタにて窃盗の罪で最初に逮捕されている。その後、彼は恋人のエスペランザと共謀してレイプ事件を起こす。エスペランザが少女をアパートに誘い出し、睡眠薬を飲ませた後にカマルゴが暴行を加えるという手口であったが殺人は犯していない。5人目の被害者の通報により1964年に2人は逮捕され、カマルゴは強姦罪で懲役8年の判決を受ける。
1973年には不法入国によりブラジルで逮捕される。コロンビアに強制送還された後、彼は最初の殺人を犯す。9歳の少女を誘拐してレイプ、さらに警察への通報を防ぐため殺害した。1974年5月3日、カマルゴは殺人で逮捕される。30年の懲役（その後25年に減刑）が宣告された。

## 脱獄
1984年、カマルゴは獄中で海流の綿密な下調べを行い、簡易ボートに乗ってゴルゴナの刑務所から逃げ出す。当局は海上で死亡したと思いこみ、「カマルゴはサメに食われた」と報道された。
しかし彼は脱獄に成功していたのである。エクアドルに流れ着き、バスでグアヤキルに移動。殺人を再開する。

## エクアドルでの殺人
カマルゴは少女を森に誘い出し、レイプした後に絞殺することを繰り返した。1984年から1986年にかけて、グアヤキルにて少なくとも54件の殺人を犯している。警察は当初ギャングの犯行とみており、一人の男による連続殺人とは考えていなかった。カマルゴはボールペンの転売でわずかな金を得ながら路上生活をしていたが、時には犠牲者の装飾品を売って食いつなぐこともあったという。

## 逮捕
1986年、カマルゴはキトで逮捕される。２人の警官が彼を不審に思い職務質問をすると、バッグの中から血だらけの服が見つかった。最後の犠牲者となる、9歳の少女を殺害したばかりのところだった。グアヤキルで取調べを受け、最初は偽名を使っていたが後にコロンビアで強姦殺人を犯した脱獄囚であることが判明する。
カマルゴはエクアドルで71人を殺害したことを自供し、当局は本人の供述を基に未発見の犠牲者の捜索を開始する。発見された遺体はマチェーテで無残に切り刻まれていた。少女を狙った理由について、「泣き叫ぶからさ」と答えた。殺人の動機は「不誠実な女たちへの復讐」だと語っている。

## 判決と死
エクアドルの最高刑である懲役16年の判決が下る。しかし1994年、カマルゴは刑務所で殺害される。彼を殺したのは被害者の一人の従兄弟であった。